# Fenioux (Charente-Maritime)
Fenioux település Franciaországban, Charente-Maritime megyében. Lakosainak száma 168 fő (2022. január 1.). Fenioux Bignay, Grandjean, Mazeray és Taillant községekkel határos.

## Népesség
A település népességének változása:
| Lakosok száma | 122  | 134  | 133  | 120  | 152  | 156  | 160  | 163  | 162  | 168  |
|               | 1968 | 1982 | 1990 | 2006 | 2013 | 2015 | 2017 | 2019 | 2020 | 2022 |